# جیک ایوانز (بازیکن فوتبال)
جیک ایوانز (انگلیسی: Jake Evans؛ زادهٔ ۸ آوریل ۱۹۹۸) بازیکن فوتبال است.
از باشگاه‌هایی که در آن بازی کرده‌است می‌توان به باشگاه فوتبال کاردیف سیتی اشاره کرد.